# AS Progresul București
Asociația Sportiva Fotbal Club Progresul București byl fotbalový klub z rumunského hlavního města Bukurešť.

## Historie
Byl založen v roce 1944 pod názvem BNR București jako tým Rumunské národní banky. V roce 1947 postoupil do druhé ligy a v roce 1954 debutoval v nejvyšší soutěži Liga I. Odehrál v ní 32 sezón a je na patnáctém místě historické tabulky ligy. Třikrát se stal vicemistrem (1995–96, 1996–97, 2001–02) a v sezóně 1995–96 vyhrál Cupa României.
Klub byl známý svou fanouškovskou základnou mezi vzdělanými a majetnými obyvateli hlavního města, což vedlo k nepřízni ze strany komunistického režimu. Měl přezdívku Cavalerii frunzei de platan (Rytíři platanového listu).
V roce 2009 se klub dostal do finančních problémů, přišel o svoje sídlo Stadionul Cotroceni a byl vyloučen z ligy.

## Vývoj názvu
- 1944–1948 B.N.R. București
- 1948–1949 Banca de Stat București
- 1949–1952 Spartac Banca RPR București
- 1953 Spartac Finanțe Bănci București
- 1954–1957 Progresul Finanțe Bănci București
- 1958–1977 Progresul București
- 1978–1988 Progresul Vulcan București
- 1988–1989 Progresul Energia București
- 1989–1991 Progresul Șoimii București
- 1991–1994 Progresul București
- 1994–2007 FC Național București
- od 2007 Progresul București

## Výsledky v evropských pohárech
| Ročník  | Soutěž              | Kolo | Klub                   | Doma | Venku | Celkem |
| ------- | ------------------- | ---- | ---------------------- | ---- | ----- | ------ |
| 1996/97 | Pohár UEFA          | Q    | FK Partizan            | 1–0  | 0–0   | 1–0    |
| 1996/97 | Pohár UEFA          | 1R   | FK Černomorec Oděsa    | 2–0  | 0–0   | 2–0    |
| 1996/97 | Pohár UEFA          | 2R   | Club Brugge            | 1–1  | 0–2   | 1–3    |
| 1997/98 | Pohár vítězů pohárů | Q    | Cwmbran Town AFC       | 7–0  | 5–2   | 12–2   |
| 1997/98 | Pohár vítězů pohárů | 1R   | Kocaelispor            | 0–1  | 0–2   | 0–3    |
| 1998    | Pohár Intertoto     | 1R   | Hapoel Haifa FC        | 3–1  | 2–1   | 5–2    |
| 1998    | Pohár Intertoto     | 2R   | Iraklis Soluň          | 3–0  | 1–3   | 4–3    |
| 1998    | Pohár Intertoto     | 3R   | Bologna FC             | 3–1  | 0–2   | 3–3    |
| 2002/03 | Pohár UEFA          | Q    | KF Tirana              | 2–2  | 1–0   | 3–2    |
| 2002/03 | Pohár UEFA          | 1R   | SC Heerenveen          | 3–0  | 0–2   | 3–2    |
| 2002/03 | Pohár UEFA          | 2R   | Paris Saint-Germain FC | 0–2  | 0–1   | 0–3    |